# Nella mia fine è il mio principio
Nella mia fine è il mio principio, pubblicato in Italia anche con il titolo Nella fine è il mio principio (Endless Night), è un romanzo giallo di Agatha Christie pubblicato nel 1967, stampato dalla Arnoldo Mondadori Editore nella collana Il Giallo Mondadori con il numero 1000.

## Trama
La storia è narrata in prima persona dal giovane Michael Rogers, il protagonista. Giunto nella cittadina inglese di Kingston Bishop, egli apprende che una vasta tenuta, chiamata dai paesani "Campo degli Zingari", è stata messa in vendita. Incuriosito e attratto, dopo aver assistito all'inconcludente asta per il terreno, decide di visitarlo. Lì fa la conoscenza di Ellie, una giovane ragazza americana; tra i due nasce subito una grande simpatia e, dopo il primo incontro, decidono di rincontrarsi nei giorni successivi. Quando un giorno Michael chiede la mano a Ellie, la ragazza accetta, rivelando, tuttavia, di essere in realtà Fenella Guteman, una delle più ricche ereditiere degli Stati Uniti d'America; temendo dunque che sia la matrigna coi parenti di Ellie che la madre di Michael si oppongano al matrimonio per via del divario finanziario, i due decidono di sposarsi segretamente. Dopo ciò, la coppia parte per la luna di miele in Europa, che ha buon esito solo grazie all'aiuto di Greta Andersen, amica di Ellie, la quale, spedendo da Londra alcune lettere firmate dalla ragazza, riesce a far credere che ella si trovi ancora in Inghilterra. Avendo inoltre deciso di andarsi a stabilire a "Campo degli Zingari", luogo del loro primo incontro, durante il viaggio i due fanno anche visita a Rudolf Santonix, rinomato architetto e amico di Michael. Sebbene in fin di vita, l'uomo acconsente a lavorare al progetto per costruire la dimora dei novelli sposi. Nonostante la ragazza sappia che i suoi parenti avrebbero opposto resistenza, verso la fine della luna di miele i due decidono di comunicare alle rispettive famiglie il loro avvenuto matrimonio.
Dopo aver incontrato i Guteman, che non nascondono di essere rimasti scioccati e amareggiati per le nozze in loro assenza, la coppia si trasferisce finalmente a "Campo degli Zingari", nella casa ultimata da Santonix. Durante la prima cena nella casa, tuttavia, viene lanciato nella sala da pranzo un sasso avvolto in un biglietto contenente una minaccia a lasciare il posto. Il terreno era in origine occupato da alcune tribù zingare che, allontanate con la forza dal posto, avevano lanciato una maledizione, e da allora erano accaduti avvenimenti tragici ai precedenti abitanti della tenuta. I nuovi inquilini, però, decidono di ignorare tali superstizioni, ma nei giorni successivi ricevono nuovi messaggi intimidatori, tra cui il ritrovamento di un uccello infilzato con uno stiletto in giardino. Dietro tutti questi strani avvenimenti i Rogers immaginano vi sia lo zampino di Esther Lee, una vecchia zingara residente in paese, che più volte aveva ingiunto ai due di andarsene da "Campo degli Zingari". Nel frattempo la coppia è raggiunta da Greta. Michael pare non provare simpatia per la nuova arrivata, con la quale ha anche una violenta discussione. Lo stesso Santonix, durante una sua visita alla casa, consiglia a Michael di tenere Greta a distanza.
Un giorno Michael e il maggiore Phillpot, giudice di pace in paese, si recano a un'asta, e poi in un ristorante di una città vicina, dove Ellie avrebbe dovuto raggiungerli dopo la sua cavalcata mattutina. La ragazza tarda tuttavia ad arrivare e gli uomini, preoccupati, tornano a "Campo degli Zingari", dove, girando per il parco, la trovano morta. Ascoltando le testimonianze di chi si trovava nei pressi al ritrovamento del corpo, durante le indagini e il processo, la prima ipotesi sulla morte è che Ellie sia caduta da cavallo in seguito a uno shock, che si pensa essere stato causato dall'incontro con la minacciosa Esther Lee. Il problema è che la zingara si era allontanata dal paese da giorni. Michael raggiunge così i familiari della ragazza a New York, dove vengono celebrati i funerali e ultimate le pratiche per il passaggio dell'eredità nelle sue mani. Durante la permanenza in America il giovane apprende, inoltre, che la signora Lee è stata trovata morta in un crepaccio nei pressi della tenuta e che Claudia Hardcastle, una ragazza di Kingston Bishop, amica di Ellie, è morta in modalità simili a quelle di quest'ultima. Prima di tornare in Inghilterra Michael fa visita a Santonix, che prima di morire lo rimprovera di aver preso "la strada sbagliata".
Durante il viaggio di ritorno, Michael scrive una lettera a Phillpot, rivelandogli di aver intenzione di sposare Greta, l'unica donna con cui avrebbe potuto perpetuare il ricordo della defunta moglie, e di continuare a vivere a "Campo degli Zingari". Arrivato a casa, Michael corre ad abbracciare Greta e, ripercorrendo i suoi ricordi passati, il narratore rivela di essere stato egli stesso a organizzare l'assassino di Ellie. Si scopre, così, la natura malvagia del protagonista, che fin dall'infanzia non aveva avuto scrupoli quando si trattava di ottenere quello che voleva (il denaro), compreso uccidere due suoi compagni.
Conosciuta Greta ad Amburgo anni prima, tra i due era nato subito l'amore, ma i due sapevano di non poter realizzare i loro sogni senza una grande disponibilità economica. Greta aveva dunque proposto a Michael di sedurre l'amica Ellie e, una volta sposati, di eliminarla per riceverne l'ingente eredità. Il ragazzo aveva così iniziato la sua messa in scena, fingendo per precauzione di provare antipatia per Greta, e aveva inoltre assoldato la signora Lee per minacciare la moglie, affinché potesse fungere da capro espiatorio. Poi aveva inserito del cianuro nelle pillole contro l'allergia di Ellie e aveva eliminato la zingara gettandola nella cava perché non testimoniasse.
Dopo essersi finalmente riuniti, tuttavia, Greta e Michael aprono una lettera inviata loro da Andrew Lippincott, amministratore di Ellie, nella quale trovano una foto scattata tempo prima ad Amburgo che mostra i due assieme. Tra gli amanti scoppia dunque il panico, temendo che i loro piani possano essere svelati. Travolto dai suoi sentimenti, Michael inizia così a provare all'improvviso un forte odio per Greta e la strangola con le proprie mani sul posto. Subito dopo giungono in casa alcuni vicini, tra cui Phillpot e il dottor Shaw, e trovano l'uomo col cadavere dell'amante. Shaw rivela così a Michael di aver intuito il piano dopo la morte di Claudia Hardcastle: la ragazza era morta poiché aveva ingerito alcune pillole avvelenate prese da Ellie, ma, essendo stata ritrovata subito dopo la morte, sul suo corpo si poteva ancora sentire l'odore del cianuro.
Michael reagisce all'arresto passivamente e desideroso di poter raccontare la sua vicenda, scaricando le sue emozioni e sentimenti su un verbale. Nelle ultime righe, tuttavia, il ragazzo capisce che sia la madre sia l'amico Santonix avevano intuito le sue vere intenzioni e indirettamente avevano provato a farlo desistere dai suoi propositi. Michael rimpiange così di non aver dato loro retta e non aver continuato a vivere una vita piacevole e serena accanto a Ellie.

## Personaggi
- Michael Rogers, marito di Ellie e narratore
- Fenella “Ellie” Guteman, ricca ereditiera americana e moglie di Michael
- Greta Andersen, accompagnatrice tedesca di Ellie
- Rudolf Santonix, architetto che ha costruito “Campo degli Zingari” e amico di Michael
- Stanford Lloyd, amministratore di Ellie
- Andrew Lippincott[2], amministratore di Ellie
- Cora van Stuyvesant, matrigna di Ellie
- Reuben Pardoe[3], cugino di Ellie
- Esther Lee, una zingara di Kingston Bishop
- Maggiore Phillpot, giudice di pace di Kingston Bishop
- Claudia Hardcastle, amica di Phillpot ed Ellie
- Madre di Michael

## Adattamenti
Dal romanzo è tratto il film Champagne per due dopo il funerale (Endless Night) del 1972 diretto da Sidney Gilliat. Gli interpreti principali sono Hayley Mills nel ruolo di Ellie, Hywel Bennett nel ruolo del marito, George Sanders in quello di Andrew Lippincott e Britt Ekland in quello dell'amica di Ellie, Greta.
È stato adattato anche nel terzo episodio della sesta stagione della serie tv Miss Marple ("Nella mia fine è il mio principio").

## Curiosità
- È uno dei romanzi atipici della Christie, in cui non c'è come protagonista uno degli investigatori da lei creati. Non solo: la narrazione viene fatta in prima persona dal protagonista ed è come ripercorrere l'evoluzione dei suoi sentimenti e delle sue esperienze.
- Questo libro sviluppa compiutamente e in modo più complesso la trama di una storia breve della Christie, che però aveva come protagonista Miss Marple. Il titolo del racconto è Le maledizioni della strega ed è incluso nella raccolta Tre topolini ciechi e altre storie.
- La struttura della storia d'amore, e in particolare la caratterizzazione dei due personaggi principali, ricorda molto da vicino un ben più celebre romanzo della Christie: Poirot sul Nilo.
- Il titolo inglese del romanzo, Endless night, è tratto da un'opera di William Blake.
- Il titolo italiano del romanzo rimanda al motto di Maria Stuarda "En ma fin gît mon commencement" (Nella mia fine è il mio principio), oltre ad essere l'ultimo verso del secondo dei celebri Quattro quartetti di Thomas Stearns Eliot.

## Edizioni
- Agatha Christie, Nella mia fine è il mio principio, traduzione di Laura Grimaldi, collana Il Giallo Mondadori, Mondadori, 1988,  p. 194.